# Leif Poulsen
Leif Poulsen (Copenhaguen, 31 de gener de 1939) és un antic futbolista danès de la dècada de 1960.

## Trajectòria
Conegut a Dinamarca amb el sombrenom de Sløjfe (bucle), es formà als clubs Ryvang, Værløse BK i finalment al B 93 Copenhaguen, on debutà al primer equip l'any 1957. Fou un davanter centre de gran talent, alhora amb una bona tècnica i sense por. En el seu partit de debut B 93-HIK (3-0) va marcar el seu primer hat-trick. Durant aquesta etapa fou un cop internacional amb Dinamarca l'any 1958.
L'any 1960, el seu entrenador Frank Petersen va deixar el club i viatjà a Suïssa, i amb ell se'n va anar Poulsen. Jugà al FC Lugano de Segona Divisió, on marcà 16 gols en 16 partits, essent el màxim golejador de la categoria. El mes de juny de 1961 es va enrolar a les files del Rapallo italià per fer una gira per Espanya. En un partit a L'Hospitalet el RCD Espanyol es fixà en ell i decidí incorporar-lo a l'equip, signant un contracte per tres temporades. El club no disposava de places lliures d'estrangers i la primera temporada el cedí al CE Sabadell, que jugava a Segona. La temporada 1962-63, debutà amb l'Espanyol, que també jugava a Segona Divisió. L'entrenador Heriberto Herrera no confià molt en ell, no obstant disputà nou partits en els quals marcà 3 gols. Acabada la temporada deixà l'equip i fitxà pel CE L'Hospitalet, amb Enric Rabassa d'entrenador, i la següent defensà els colors de l'Ontinyent CF, ambdós club de Segona. En total jugà quatre temporades a la categoria de plata del futbol espanyol.
Acabà la seva carrera novament al B 93. A l'edat de 27 anys una lesió de genoll precipità la seva retirada prematura. Fou entrenador de diversos clubs modestos. Més tard s'establí a Bergamo (Itàlia) treballant com a caça talents.